# Most přes řeku Žepa
Most přes řeku Žepa se nachází v Bosně a Hercegovině, na území opštiny Rogatica. Historický most z dob existence Osmanské říše je v současné době (od roku 2005) kulturní památkou. Most má jeden oblouk s rozpětím 10,2 m, vysoký je 6,5 m. Dlouhý je 21,6 m a široký téměř čtyři metry.

## Historie
Most byl pravděpodobně vybudován po vzniku mostu Mehmeda Sokoloviće přes řeku Drinu ve Višegradu. Přes řeku Žepu nechal most zbudovat pravděpodobně žák stavitele Mimara Sinana v 16. století. Podrobnější záznamy o době, kdy stavba vznikla, se do současnosti nedochovaly. Nejstarší záznamy, které tento most zmiňují, jsou různé cestopisy, které vznikly v dobách turecké okupace Bosny.
Most překonal staletí díky kvalitní práci a pevnému kameni. Postupem času se ocitl mimo hlavní dopravní tahy a byl tak víceméně jen vzdálenou památkou.
V roce 1925 vydal spisovatel Ivo Andrić povídku Most na Žepi, která je inspirována tímto mostem.
Kvůli výstavby vodní nádrže s umělým jezerem u města Bajina Bašta byl most v roce 1966 rozebrán a přemístěn cca 500 m od vesnice Žepa, nedaleko stavby Redžep-pašiny věže, na místě, které je známé po názvem Spahin hrid. Most byl také kompletně zrekonstruován. Kulturní památkou byl od roku 1966, kdy za ni byl prohlášen proto, aby nehrozilo jeho případné zaplavení, nebo zničení v souvislosti s výstavbou přehrady. Most byl při svém přesunu otočen o 180 stupňů; původní strana, která směřovala proti proudu řeky směřuje nyní po jeho proudu a opačně. Nově se nachází v nadmořské výšce 405 m.
Během války v Bosně a Hercegovině v 90. letech nebyl závažněji poškozen. V roce 2017 byl most prostřednictvím amerických fondů rekonstruován nákladem 62 600 USD. Cílem investice bylo zajistit, aby nedocházelo k dalšímu poškozování mostu, kde se v minulosti objevily dlouhé trhliny a hrozilo by tak nenávratné poškození památky.